# Cornelia-de-Lange-Syndrom
Das Cornelia-de-Lange-Syndrom (CdLS) wird als Dysmorphiensyndrom bezeichnet, was multiple angeborene Fehlbildungen meint, die meist im Zusammenhang mit einer kognitiven Behinderung in Erscheinung treten. Cornelia de Lange, eine niederländische Kinderärztin, beschrieb dieses Syndrom 1933.
Synonym: Brachmann-de-Lange-Syndrom nach dem Autor der Erstbeschreibung aus dem Jahre 1916 durch den deutschen Arzt Winfried Robert Clemens Brachmann.

## Genese
Im Jahr 2004 konnte die Forschung bei betroffenen Menschen ein Gen (NIPBL) identifizieren, dessen Mutation verantwortlich für das CdLS ist. Es muss jedoch betont werden, dass Veränderungen des NIPBL-Gens nur bei 50 % der betroffenen Personen als Ursache nachgewiesen werden konnten.
Wissenschaftliche Quellen schließen allgemein ein geschlechtspezifisches Auftreten aus, ebenfalls hat das Alter der Eltern zum Zeitpunkt der Zeugung keinen signifikanten Einfluss. Empirische Studien belegen, dass das Wiederholungsrisiko bei Geschwistern bei 2 bis 5 % liegt.

## Erscheinungsbild

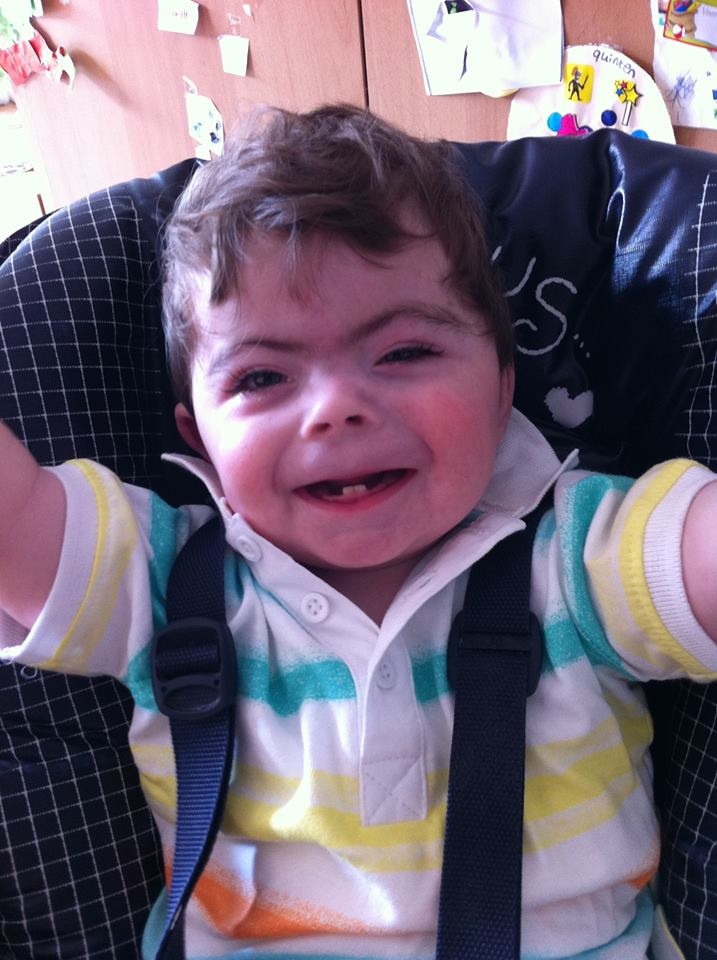
Kind mit Cornelia-de-Lange-Syndrom

Die betroffenen Personen weisen gewisse äußere Merkmale auf. Zu diesen phänotypischen Besonderheiten gehören: Microcephalie, Minderwuchs (Männer knapp unter 150 cm, Frauen knapp über 130 cm), exzessive Körperbehaarung (dichtes, kräftiges Kopfhaar, niedriger Haaransatz, lange Wimpern (Trichomegalie), dichte, zusammengewachsene Augenbrauen), Anomalien und Fehlbildungen der Gliedmaßen (beispielsweise ulnare Klumphand bis Acheirie); niedriges Körpergewicht – Geburtsgewicht meist unter 2500 g; breiter Nasenrücken; hoher Gaumen, Gaumenspalte, dünne Lippen.
Die genannten Merkmale entsprechen mitunter den Leitsymptomen zur Diagnose.
Aus medizinischer Sicht sind gastrointestionale Störungen mit gastroösophagealem Reflux (Rückfluss des Mageninhalts in die Speiseröhre) als charakteristisch hinzuzufügen. Schwere Ernährungsstörungen (Würgen und häufiges Erbrechen, Kau- und Schluckprobleme, geringes Interesse an der Nahrungsaufnahme) gehen damit einher. Ausgehend von diesen Komplikationen im Bereich der Nahrungsaufnahme können folgende Sekundärschäden auftreten: Ösophagitis, eine schmerzhafte Entzündung der Speiseröhre, bei Nichtbehandlung des Reflux. Des Weiteren kann ein unbehandelter Reflux eine Lungenentzündung durch das Eindringen von Mageninhalt in die Atemwege (Aspirationspneunomie) begünstigen. Anämie und Aspirationsneigung tragen zur Wachstumsminderung bei und stellen gleichermaßen die häufigste Todesursache dar. Nicht selten können in Zusammenhang mit dem CdLS auch angeborene Herzfehler unterschiedlicher Art, verschiedene Augenprobleme sowie Hörbeeinträchtigungen auftreten.
Der Ausprägungsgrad der verschiedenen Symptome ist äußerst variabel und individuell unterschiedlich.

## Kognitive und adaptive Entwicklung
In den häufigsten Fällen ist die Selbständigkeit eingeschränkt, allerdings sollte in diesem Zusammenhang der individuelle Entwicklungsstand des jeweiligen Menschen berücksichtigt werden. Selbständiges Laufen, Sitzen, Essen und Anziehen als ein Grad von Selbständigkeit wird nur von wenigen Personen erreicht. Sofern keine Gliedmaßenanomalien auftreten, sind die feinmotorischen Fähigkeiten in Bezug auf den allgemeinen Entwicklungsstand gut entwickelt. Der Bereich der visuellen Perzeption und Speicherung ist als Stärke zu betrachten.
Der Entwicklungsverlauf ist in erhöhtem Maß von der Frühförderung im Kindesalter abhängig, eine Entwicklungsverzögerung bleibt meist jedoch nicht aus. Allgemein ist das Spektrum der intellektuellen Fähigkeiten weit gestreut.

## Sprachentwicklung
Die Lautsprachentwicklung ist individuell unterschiedlich. Sie kann in einigen Fällen ausbleiben, bei verzögerter Entwicklung erlernen die betroffenen Menschen im Laufe ihrer Entwicklung Möglichkeiten mit differenzierten Zeichen (mimische, gestische Ausdrucksmittel, Laute, GuK) zu kommunizieren. Arbeitsaufträge sollten daher mit Gesten unterstützt werden. Es zeigt sich, dass das rezeptive Sprachverständnis besser als das Ausdrucksvermögen (expressive Sprache) ist, jedoch allgemein niedriger entwickelt als die übrigen Fähigkeiten.

## Sozial-emotionales Verhalten
Das Verhalten der Menschen ist individuell unterschiedlich, dennoch lassen sich verschiedene häufig auftretende Verhaltensmerkmale charakterisieren und zusammenfassen. Im sozialen Bereich wirken die Personen oft isoliert, wie in ihrer eigenen Welt lebend, distanzlos, aufgeschlossen gegenüber Fremden, sie haben Schwierigkeiten im Ausdrücken von Gefühlen, haben ein großes Interesse an der Umwelterkundung. Ihre körperliche Aktivität ist häufig hyperaktiv, rastlos, in vielen Fällen auch passiv, sie können sich nur kurze Zeit selbst beschäftigen. Die Personen zeigen besonderes Interesse am Hin- und Herrennen, Arme umherschleudern, sie haben eine besondere Beziehung zu Objekten, brauchen feste Gewohnheiten und sind emotional erregt bei Veränderung. Die Personen können rasche Stimmungsschwankungen haben (übermäßig glücklich, sehr unglücklich), sie wirken oft ängstlich.
In vielen Fällen zeigen sie selbstverletzende Verhaltensweisen (beißen, kratzen, Kopf schlagen), u. U. auch Aggressionen gegenüber anderen Menschen oder auch in Bezug auf Umweltobjekte, Stereotypien und Rastlosigkeit, welche nicht selten Ausdrücke körperlicher Schmerzen, einer Reizüberflutung oder Überforderung sind.